# Doleschallia ceylonica
Doleschallia ceylonica är en fjärilsart som beskrevs av Hans Fruhstorfer 1903. Doleschallia ceylonica ingår i släktet Doleschallia och familjen praktfjärilar. Inga underarter finns listade i Catalogue of Life.